# Флаг Лениногорского района
Флаг Лениного́рского муниципального района Республики Татарстан Российской Федерации — опознавательно-правовой знак, служащий официальным символом муниципального образования.

## Описание
«Флаг Лениногорского района представляет собой прямоугольное зелёное полотнище с отношением ширины к длине 2:3, основанием к древку изображён красный треугольник с вогнутыми сторонами и с чёрным окаймлением, сужающимся к острию; чёрное окаймление отделено от красного и зелёного участков полотнища белым контуром. Треугольник не достигает с вершиной свободного края на 1/27 длины полотнища, максимальная ширина окаймления (без контуров) — 2/9 длины полотнища, контуров — 1/45 длины».

## Обоснование символики
Флаг разработан на основе герба Лениногорского района.
Современная история юго-восточной части Татарстана и в первую очередь Лениногорского района связана с началом разработки в 1940-х годах богатейшего Ромашкинского месторождения нефти.
Символика чёрных полос на флаге многозначна: 

— очертания фигуры напоминают струи нефтяного фонтана, которая является основным природным богатством района; 

— образованные очертаниями каймы два зелёных холма показывают своеобразный ландшафт района — опоясывая склоны, плато долины рек создаёт высокие и крутые склоны; 

— сужающаяся кайма аллегорически показывает развилку плавно расходящихся дорог — в районе развита транспортная сеть, здесь проходит ряд железнодорожных линий и автомобильных трасс республиканского и областного значения.
Зелёный цвет полотнища показывает богатство и разнообразие местной флоры и фауны. В геральдике зелёный — символ природы, здоровья, жизненного роста.
Белый цвет (серебро) — символ совершенства, благородства, чистоты, мира и взаимопонимания.
Красный цвет — символ мужества, радости, оптимизма, труда и красоты.
Чёрный цвет — символ вечности, мудрости, свободы.